# Tak (miasto)
Tak (tajski: ตาก) – miasto w zachodniej Tajlandii, nad rzeką Ping, ośrodek administracyjny prowincji Tak. Około 19,9 tys. mieszkańców.